# Polish International 1994
Die Polish International 1994 im Badminton fanden vom 1. bis zum 4. April 1994 in Kielce statt.

## Medaillengewinner
| Disziplin    | Gold                              | Silber                           | Bronze                                |
| ------------ | --------------------------------- | -------------------------------- | ------------------------------------- |
| Herreneinzel | Indra Wijaya                      | C. Arief                         | Jacek Hankiewicz                      |
| Herreneinzel | Indra Wijaya                      | C. Arief                         | Kenneth Jonassen                      |
| Dameneinzel  | Margit Borg                       | Lotta Andersson                  | Lone Sørensen                         |
| Dameneinzel  | Margit Borg                       | Lotta Andersson                  | Kristin Yunita                        |
| Herrendoppel | Ade Sutrisna Candra Wijaya        | Kenneth Jonassen Jan Jørgensen   | Aras Razak Amon Santoso               |
| Herrendoppel | Ade Sutrisna Candra Wijaya        | Kenneth Jonassen Jan Jørgensen   | Jacek Hankiewicz Dariusz Zięba        |
| Damendoppel  | Eny Oktaviani Nonong Denis Zanati | Lone Sørensen Mette Sørensen     | Irina Koloskova Tatyana Litvinenko    |
| Damendoppel  | Eny Oktaviani Nonong Denis Zanati | Lone Sørensen Mette Sørensen     | Karolina Ericsson Ulrika Persson      |
| Mixed        | Flandy Limpele Dede Hasanah       | Vitaliy Shmakov Svetlana Szumska | Mikhail Korshuk Vlada Chernyavskaya   |
| Mixed        | Flandy Limpele Dede Hasanah       | Vitaliy Shmakov Svetlana Szumska | Alexandr Tzygankov Tatyana Litvinenko |